# Oskarshamn (Gemeinde)
Koordinaten: 57° 16′ N, 16° 27′ O

Oskarshamn ist eine Gemeinde (schwedisch kommun) in der schwedischen Provinz Kalmar län und der historischen Provinz Småland. Der Hauptort der Gemeinde ist Oskarshamn.

## Geschichte
1967 wurde die Gemeinde Oskarshamn mit den Landgemeinden Döderhult, Kristdala und Misterhult zusammengelegt.

## Wirtschaft
In der Gemeinde dominieren einige wenige große Arbeitgeber. Dazu zählen Scania und das Kernkraftwerk Oskarshamn, das etwa ein Zehntel des schwedischen Stroms produziert.

## Orte
Folgende Orte sind Ortschaften (tätorter):
| - Bockara - Emsfors - Figeholm - Fårbo - Kristdala | - Misterhult - Mysingsö - Oskarshamn - Påskallavik - Saltvik |

## Städtepartnerschaften
Oskarshamn hat fünf Partnerstädte:
- Korsholm in Finnland
- Mandal in Norwegen
- Middelfart in Dänemark
- Pärnu in Estland
- Ray Nkonyeni in Südafrika